# Щетинина, Людмила Ивановна
Людми́ла Ива́новна Щети́нина (р. 1 января 1951, Гусев, Калининградская область) — советская волейболистка, игрок сборной СССР (1971—1978). Серебряный призёр Олимпийских игр 1976, обладатель Кубка мира 1973, трёхкратная чемпионка Европы, 4-кратная чемпионка СССР. Нападающая. Мастер спорта СССР международного класса (1971).

## Биография
Выступала за команды:
- 1969—1971 — «Динамо» (Краснодар);
- 1971—1980 — «Динамо» (Москва);
- 1982—1983 — «Автомобилист» (Ташкент).

В составе московского «Динамо» четырежды выигрывала «золото» чемпионатов СССР и также 4 раза Кубок европейских чемпионов.
Чемпионка Всемирной Универсиады 1973.
В составе национальной сборной СССР в официальных турнирах выступала с 1971 по 1978 годы и неоднократно становилась победителем и призёром крупнейших международных соревнований, в том числе серебряным призёром Олимпиады-76, двукратным призёром чемпионатов мира, обладателем Кубка мира 1973, трёхкратной чемпионкой Европы.
После окончания игровой карьеры работала тренером.
В настоящее время Людмила Щетинина преподаёт физкультуру в средней школе № 2107 города Москвы.

## Достижения

### Клубные
- 4-кратная чемпионка СССР — 1972, 1973, 1975, 1977;
  - серебряный (1974) и бронзовый (1978) призёр чемпионатов СССР;
- 4-кратный победитель розыгрышей Кубка европейских чемпионов — 1972, 1974, 1975, 1977;
  - серебряный призёр Кубка европейских чемпионов 1973.

### Со сборными
- серебряный призёр Олимпийских игр 1976;
- серебряный призёр чемпионата мира 1974;
  - бронзовый призёр чемпионата мира 1978;
- победитель розыгрыша Кубка мира 1973;
- трёхкратная чемпионка Европы — 1971, 1975, 1977;
- чемпионка Всемирной Универсиады 1973 в составе студенческой сборной СССР;
- бронзовый призёр чемпионата СССР 1976 в составе сборной ДСО «Динамо»[2]
- серебряный призёр Спартакиады народов СССР 1975 в составе сборной РСФСР;

## Награды и звания
- Мастер спорта СССР международного класса (1971);
- Медаль «За трудовую доблесть» (1976);
- Медаль «В память 850-летия Москвы» (1997);
- Почётный работник общего образования Российской Федерации (2006).

## Источник
- Волейбол: Энциклопедия / Сост. В. Л. Свиридов, О. С. Чехов. — Томск: Компания «Янсон», 2001.